# Mike Carr
Pour les articles homonymes, voir Carr.
Michael Anthony Carr dit Mike Carr, né le 7 décembre 1937 à South Shields (Durham, Angleterre) et mort le 22 septembre 2017, est un musicien de jazz britannique organiste, pianiste et vibraphoniste.

## Biographie
Frère du trompettiste Ian Carr, avec lequel il a formé le groupe des EmCee Five, il commence sa carrière à Newcastle dans les années 1960 avant de s'installer à Londres dans les années 1970. Il joue alors régulièrement dans le club de Ronnie Scott. Au sein des Emcee Five apparaissent alors régulièrement certains des musiciens les plus renommés de la scène jazz britannique des années 1960 et 1970 : John McLaughlin, Ronnie Stephenson, Malcolm Cecil, Spike Heatley ou encore Johnny Butts. En 1976, il est membre du groupe de Eric Burdon.
De 1971 à 1975, Carr est membre du trio de Ronnie Scott, d'abord avec Tony Crombie puis avec Bobby Gien. Au milieu des années 1980, il dirige le groupe Cargo, qui enregistra le premier album de jazz rap, intitulé Jazz Rap.

## Discographie

### Emcee Five
- 1961 : Let's Take Five.
- 1962 : Bebop from the East Coast (Birdland) avec Ian Carr, John McLaughlin.
- 2005 : Legend

### Autres
- 1993 : Good Times and the Blues (Cargogold) avec Dick Morrissey, Jim Mullen.